# Belgische kampioenschappen indoor atletiek 2013
In 2013 werden de Belgische kampioenschappen indoor atletiek Alle Categorieën gehouden op zondag 17 februari in Gent.

## Uitslagen

### 60 m
| rang   | atleet             | prestatie |
| ------ | ------------------ | --------- |
| Goud   | Robin Vanderbemden | 6,84 s    |
| Zilver | Damien Broothaerts | 6,93 s    |
| Brons  | Jean-Marie Louis   | 6,93 s    |

| rang   | atlete                 | prestatie |
| ------ | ---------------------- | --------- |
| Goud   | Sara Aerts             | 7,41 s    |
| Zilver | Cynthia Bolingo Mbongo | 7,42 s    |
| Brons  | Sarah Missinne         | 7,69 s    |

### 200 m
| rang   | atleet          | prestatie |
| ------ | --------------- | --------- |
| Goud   | Lars Herreman   | 21,87 s   |
| Zilver | Chamberry Muaka | 22,03 s   |
| Brons  | Ruben Thys      | 22,22 s   |

| rang   | atlete          | prestatie |
| ------ | --------------- | --------- |
| Goud   | Justien Grillet | 24,60 s   |
| Zilver | Elise Mehuys    | 24,91 s   |
| Brons  | Sofie Daelemans | 25,03 s   |

### 400 m
| rang   | atleet          | prestatie |
| ------ | --------------- | --------- |
| Goud   | Nils Duerinck   | 47,45 s   |
| Zilver | Antoine Gillet  | 47,67 s   |
| Brons  | Arnaud Ghislain | 48,13 s   |

| rang   | atlete           | prestatie |
| ------ | ---------------- | --------- |
| Goud   | Rani Nagels      | 56,73 s   |
| Zilver | Kimberley Efonye | 56,79 s   |
| Brons  | Elke Bogemans    | 57,12 s   |

### 800 m
| rang   | atleet          | prestatie |
| ------ | --------------- | --------- |
| Goud   | Hans Omey       | 1.53,31   |
| Zilver | Niels Platteau  | 1.53,56   |
| Brons  | Aaron Botterman | 1.54,64   |

| rang   | atlete        | prestatie |
| ------ | ------------- | --------- |
| Goud   | Sofie Lauwers | 2.10,77   |
| Zilver | Renée Eykens  | 2.10,88   |
| Brons  | Sara Segers   | 2.11,91   |

### 1500 m
| rang   | atleet             | prestatie |
| ------ | ------------------ | --------- |
| Goud   | Tarik Moukrime     | 3.50,26   |
| Zilver | Jérôme Kahia       | 3.52,67   |
| Brons  | Jean Pierre Weerts | 3.59,52   |

| rang   | atlete               | prestatie |
| ------ | -------------------- | --------- |
| Goud   | Sofie Van Accom      | 4.40,65   |
| Zilver | Nathalie Loubele     | 4.43,18   |
| Brons  | Anne-Sophie Maréchal | 4.43,65   |

### 3000 m
| rang   | atleet             | prestatie |
| ------ | ------------------ | --------- |
| Goud   | Emmanuel Lejeune   | 8.41,31   |
| Zilver | Benjamin Merveille | 8.43,79   |
| Brons  | Justin Mahieu      | 8.45,90   |

### 5000 m snelwandelen/3000 m snelwandelen
| rang   | atleet          | prestatie |
| ------ | --------------- | --------- |
| Goud   | Olivier Colette | 24.44,98  |
| Zilver | Dirk Bogaert    | 25.08,29  |
| Brons  | Ludwig Renard   | 27.31,97  |

| rang   | atlete           | prestatie |
| ------ | ---------------- | --------- |
| Goud   | Myriam Nicolas   | 15.47,89  |
| Zilver | Liesbeth De Smet | 17.00,40  |
| Brons  | Solange Cremer   | 17.04,95  |

### 60 m horden
| rang   | atleet             | prestatie |
| ------ | ------------------ | --------- |
| Goud   | Dario De Borger    | 7,79 s    |
| Zilver | Damien Broothaerts | 7,83 s    |
| Brons  | Quentin Ruffacq    | 7,90 s    |

| rang   | atlete              | prestatie |
| ------ | ------------------- | --------- |
| Goud   | Sara Aerts          | 8,01 s    |
| Zilver | Eline Berings       | 8,07 s    |
| Brons  | Marjolein Lindemans | 8,41 s    |

### Verspringen
| rang   | atleet            | prestatie |
| ------ | ----------------- | --------- |
| Goud   | Jeroen Vanmulder  | 7,79 m    |
| Zilver | Cedric Nolf       | 7,58 m    |
| Brons  | Nicolas Stempnick | 7,56 m    |

| rang   | atlete         | prestatie |
| ------ | -------------- | --------- |
| Goud   | Els De Wael    | 5,99 m    |
| Zilver | Kim Blommaert  | 5,87 m    |
| Brons  | Jolien Leemans | 5,82 m    |

### Hink-stap-springen
| rang   | atleet          | prestatie |
| ------ | --------------- | --------- |
| Goud   | Björn De Decker | 15,08 m   |
| Zilver | Solomon Commey  | 14,65 m   |
| Brons  | Leopold Kapata  | 14,41 m   |

| rang   | atlete              | prestatie |
| ------ | ------------------- | --------- |
| Goud   | Svetlana Bolshakova | 13,61 m   |
| Zilver | Sietske Lenchant    | 12,36 m   |
| Brons  | Stefie Mievis       | 12,20 m   |

### Hoogspringen
| rang   | atleet          | prestatie |
| ------ | --------------- | --------- |
| Goud   | Bram Ghuys      | 2,10 m    |
| Zilver | Timothy Hubert  | 2,07 m    |
| Brons  | Vincent Vrijsen | 2,01 m    |

| rang   | atlete            | prestatie |
| ------ | ----------------- | --------- |
| Goud   | Hanne Van Hessche | 1,80 m    |
| Zilver | Sarah De Vogelaer | 1,71 m    |
| Brons  | Jolien Borghijs   | 1,68 m    |

### Polsstokhoogspringen
| rang   | atleet            | prestatie |
| ------ | ----------------- | --------- |
| Goud   | Niels Pittomvils  | 5,15 m    |
| Zilver | Ben Broeders      | 4,60 m    |
| Brons  | Jasper De Coninck | 4,40 m    |

| rang   | atlete            | prestatie |
| ------ | ----------------- | --------- |
| Goud   | Chloé Henry       | 4,05 m    |
| Zilver | Anouk Vercauteren | 4,00 m    |
| Brons  | Margaux Quirin    | 3,95 m    |

### Kogelstoten
| rang   | atleet            | prestatie |
| ------ | ----------------- | --------- |
| Goud   | Jurgen Verbrugghe | 16,40 m   |
| Zilver | Filip Eeckhout    | 15,76 m   |
| Brons  | Jarno Wagemans    | 15,63 m   |

| rang   | atlete           | prestatie |
| ------ | ---------------- | --------- |
| Goud   | Jolien Boumkwo   | 14,69 m   |
| Zilver | Sophie Verlinden | 13,52 m   |
| Brons  | An Vanhoorne     | 13,07 m   |

1985 ·
1986 ·
1987 ·
1988 ·
1989 ·
1990 ·
1991 ·
1992 ·
1993 .
1994 ·
1995 .
1996 ·
1997 ·
1998 .
1999 ·
2000 .
2001 · 
2002 · 
2003 · 
2004 · 
2005 · 
2006 · 
2007 · 
2008 · 
2009 · 
2010 · 
2011 · 
2012 · 
2013 · 
2014 ·
2015 ·
2016 ·
2017 ·
2018 ·
2019 ·
2020 ·
2021 ·
2022 ·
2023 ·
2024 ·
2025